# Stenus bimaculatus
Stenus bimaculatus är en skalbaggsart som beskrevs av Leonard Gyllenhaal 1810. Stenus bimaculatus ingår i släktet Stenus, och familjen kortvingar. Arten är reproducerande i Sverige.

## Bildgalleri

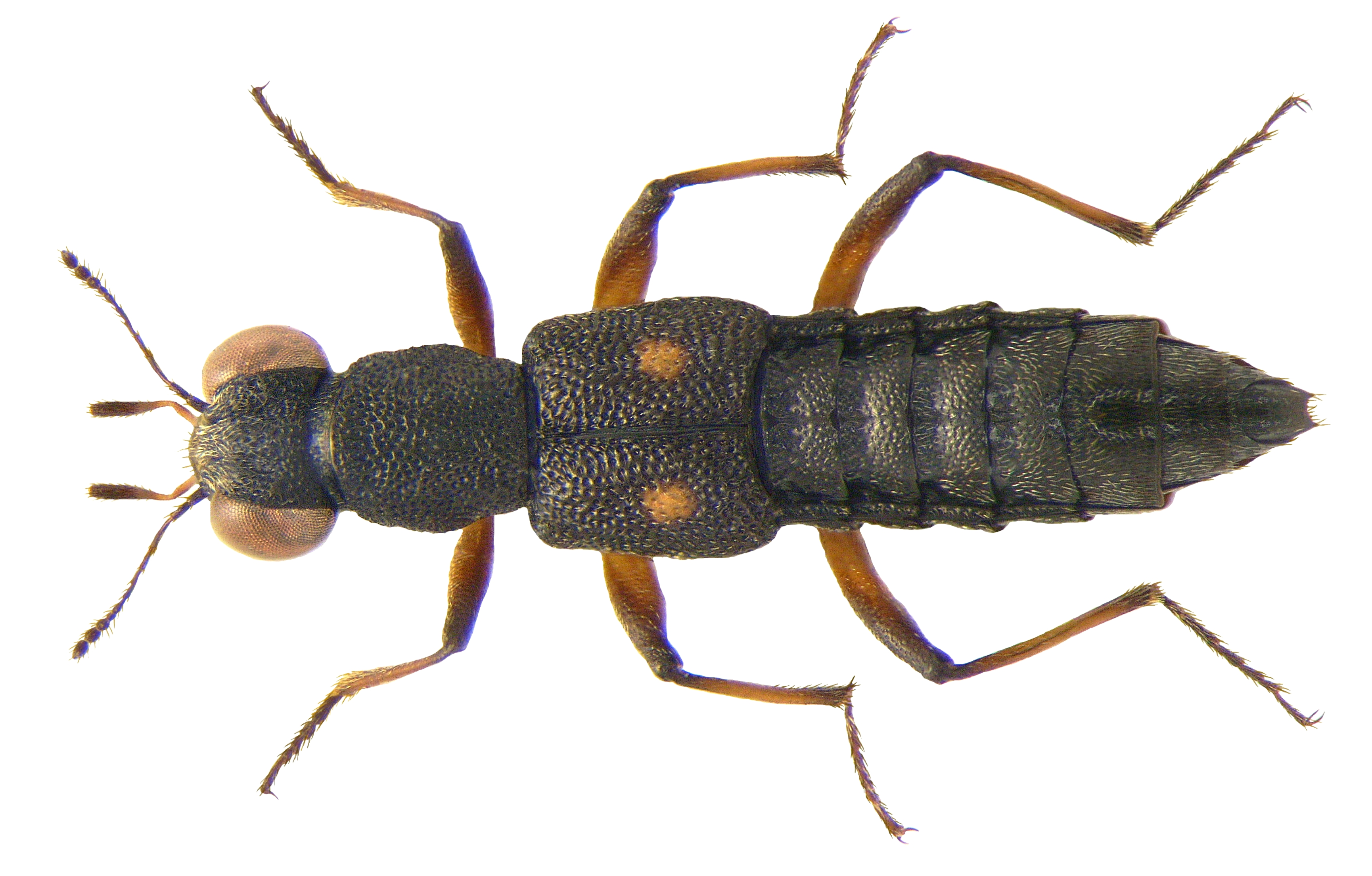
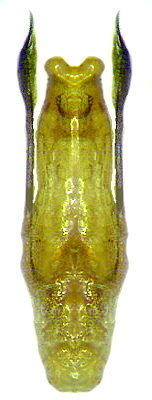
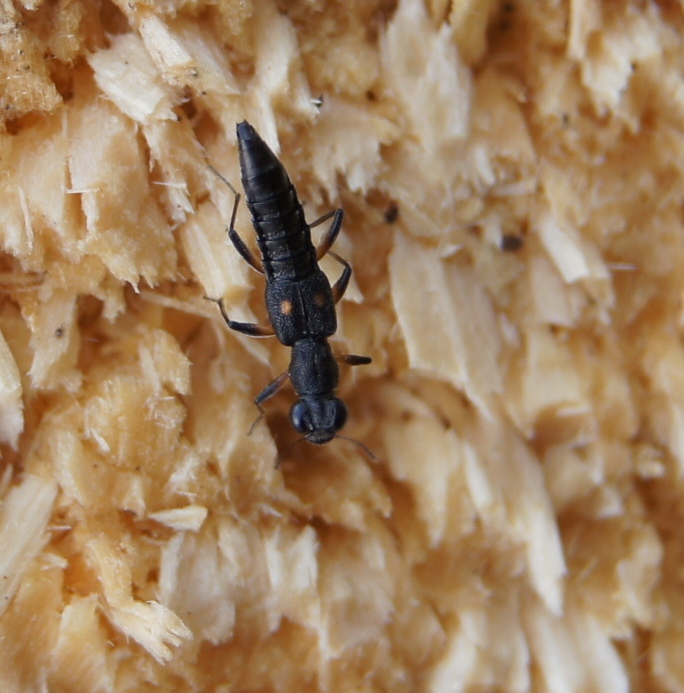